# خدمة المجتمع الدولي
خدمة المجتمع الدولي (ICS) هو برنامج تطوع عالمي موجه للشباب حيث يرى متطوعين من المملكة المتحدة يعملون جنبا إلى جنب مع متطوعين من العالم النامي. ويعمل المركز مع المشاريع التي طلبت المساعدة على وجه التحديد، مع التركيز على التدابير التي تكافح الفقر. ويتولى المركز، الذي تموله وزارة التنمية الدولية، قيادة المنظمة، بالشراكة مع عدد من المنظمات الإنمائية.
وقال رئيس الوزراء ديفيد كاميرون إن البرنامج مستوحى من فيلق السلام. وكان برنامج السبق إلى المركز هو Platform2، الذي بدأ في ظل حكومة حزب العمال السابقة.
يقود VSO خدمة المجتمع الدولية ICS و رواد اعمالها بالشراكة مع مجموعة من منظمات التنمية.
يُطلب من المتطوعين في المركز الدولي جمع التبرعات، وتلقي الدعم لمساعدتهم على تحقيق أهدافهم في جمعها.

## اتحاد ICS
يعتبر اتحاد ICS مجموعة من المنظمات التي تهدف إلى استخدام خبرتها في إدارة برامج المتطوعين في الخارج للعمل على تحقيق الأهداف الإنمائية للألفية. تعمل وكالات المركز بشكل جماعي مع حوالي 3000 متطوع دولي كل عام ولها شراكات في أكثر من 60 متطوعاً

## انتقادات
وتعرضت خدمة المجتمع الدولي للإنتقاد بسبب نقص القيمة وتوفير العطلات أساسا على نفقات دافعي الضرائب. وأثيرت تساؤلات عما إذا كانت تكلفة الرحلات الجوية والتأشيرات والإقامة والغذاء والتأمين، ومقدار معين من نفقات المعيشة وتدريب الشباب، توفر قيمة جيدة مقابل المال. غير أن التقرير نفسه يبين أن هؤلاء المتطوعين جمعوا 2.148 مليون جنيه استرليني لدعم البرامج خلال تلك الفترة التي غطت معظم تلك التكاليف.